# جيل كلارك هاريسون
جيل كلارك هاريسون (بالإنجليزية: Jill Clarke Harrison)‏ هي منافسة ألعاب القوى بريطانية، ولدت في 20 يونيو 1958.

## وصلات خارجية
- جيل كلارك هاريسون على موقع ThePowerOf10.info (الإنجليزية)
- جيل كلارك هاريسون على موقع رابطة إحصائيات سباق الطريق (الإنجليزية)